# أزمة الحكومة الإيطالية 2022

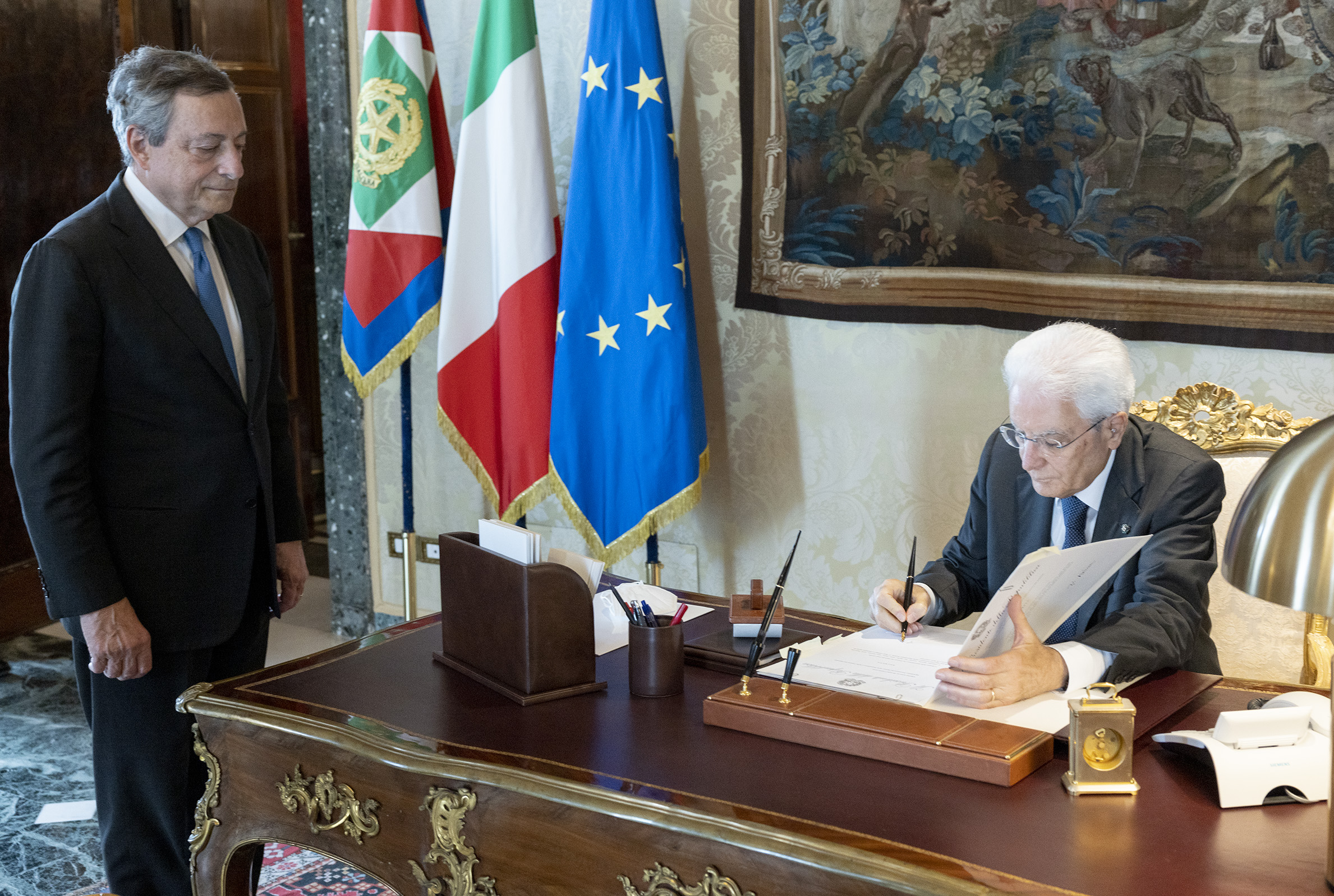
سيرجيو ماتاريلا يحل البرلمان بعد استقالة ماريو دراجي.

أزمة الحكومة الإيطالية 2022 هو حدث سياسي في إيطاليا بدأ في يوليو 2022. يتضمن الأحداث التي أعقبت إعلان جوزيبي كونتي زعيم حركة النجوم الخمسة ورئيس وزراء إيطاليا السابق، حيث صرح أن الحركة سوف تلغي دعمها لحكومة الوحدة الوطنية لماريو دراجي بشأن مشروع قانون يتعلق بالتحفيز الاقتصادي. للمقارنة بين أزمة الطاقة والأزمة الاقتصادية المستمرة.
في 14 يوليو على الرغم من فوزه إلى حد كبير في تصويت الثقة، قدم رئيس الوزراء دراجي استقالته والتي رفضها الرئيس سيرجيو ماتاريلا. في 21 يوليو استقال دراجي مرة أخرى بعد فشل تصويت جديد بالثقة في مجلس الشيوخ بأغلبية مطلقة، بعد انشقاقات النجوم الخمسة وليغا وفورزا إيطاليا. قبل الرئيس ماتاريلا استقالة دراجي وطلب من دراجي البقاء في منصبه للتعامل مع الشؤون الجارية. تمت الدعوة لإجراء انتخابات مبكرة في 25 سبتمبر 2022.

## خلفية
أنتجت الانتخابات العامة لعام 2018 برلمانًا معلقًا. من يونيو 2018 حتى يناير 2021 شغل السياسي المستقل آنذاك جوزيبي كونتي منصب رئيس الوزراء في حكومتين مختلفتين، إحداهما مدعومة من تحالف يميني (مجلس الوزراء كونتي الأول) والأخرى مدعومة من تحالف يسار الوسط (مجلس الوزراء كونتي الثاني). في يناير 2021 قام ماتيو رينزي زعيم إيطاليا فيفا بسحب دعم حكومة كونتي، مما تسبب في سقوط الحكومة. بعد المشاورات عين الرئيس سيرجيو ماتاريلا ماريو دراجي وهو مصرفي والرئيس السابق للبنك المركزي الأوروبي لقيادة حكومة وحدة وطنية مكونة من النجوم الخمسة والرابطة، والحزب الديمقراطي وفورزا إيطاليا.
خلال عام 2022 نشأت شائعات حول احتمال سحب دعم النجوم الخمسة لحكومة الوحدة الوطنية، بما في ذلك مزاعم أن دراجي انتقد كونتي بشكل خاص وطلب من مؤسس الحركة بيبي غريللو استبداله. غالبًا ما انتقد كونتي السياسات الاقتصادية للحكومة، خاصة فيما يتعلق بدخل المواطنين وهو حد أدنى مضمون من الدخل للمواطنين الإيطاليين الذين يعيشون تحت خط الفقر، بالإضافة إلى المكافأة الفائقة 110 وهو ائتمان ضريبي للبناء يصل إلى 110٪، وكلاهما قدمته حكومات كونتي. علاوة على ذلك تسببت التوترات المتعلقة بالمساعدة العسكرية لأوكرانيا بعد الغزو الروسي عام 2022 أيضًا في حدوث انقسام داخل النجوم مع وزير الخارجية لويجي دي مايو الذي ترك الحركة في يونيو 2022، وأسس حزبه السياسي معًا من أجل المستقبل في معارضة انتقادات كونتي لتسليم الأسلحة إلى أوكرانيا.
في 12 يوليو صرح دراجي أنه سيستقيل إذا سحبت النجوم الخمسة دعمها للحكومة.

## الأزمة
استقال دراجي من الحكومة بعد تهديد حركة النجوم الخمسة بالانسحاب من الحكومة. قبل الرئيس ماتاريلا استقالته وطلب منه البقاء في منصبه للتعامل مع الشؤون الحالية. في 21 يوليو قام ماتاريلا بحل البرلمان رسميًا ودُعي إلى إجراء انتخابات مبكرة في 25 سبتمبر 2022.